# Суперкубок Франции по футболу 2019
Суперкубок Франции по футболу 2019 (фр. Trophée des champions 2019) — 24-й розыгрыш Суперкубка Франции. В нём встретились чемпион Франции «Пари Сен-Жермен» и обладатель Кубка Франции «Ренн». Матч состоялся 3 августа 2019 года на Шеньчжэньском универсиадном стадионе в Шэньчжэнье.
Победу со счётом 2:1 одержал «Пари Сен-Жермен», для которого эта победа стала девятой в турнире и седьмой победой подряд в Суперкубке Франции.

## Отчёт о матче
| Пари Сен-Жермен           | 2:1     | Ренн    |
| ------------------------- | ------- | ------- |
| Мбаппе 57′ · Ди Мария 73′ | (отчёт) | Юну 13′ |

| Пари Сен-Жермен | Ренн |